# Градско језгро Кикинде
Старо градско језгро Кикинде представља Просторну културно-историјску целину Кикинде, која је проглашена значајним културним добром за Србију.

## Настанак
Просторну организацију Кикинда је добила у другој половини 18. века. Према важећем државном урбанистичком плану за изградњу нових насеља у Банату, улице су трасиране и испресецане под правим углом. Планом је предвиђен и трг у центру насеља, са црквом, пијацом, градском кућом и другим важним објектима. Просторно културно-историјска целина настала је у периоду између 1750. и 1754. године. У њој се налазе објекти који су грађени од оснивања Кикинде до данас. Највећи број зграда које се налазе у овој целини саграђене су у другој половини 19. века и на самом почетку 20. века, до Првог светског рата. Зависно од времена у којем су поједине грађевине настале, у овој културно-историјској целини могу се видети објекти у стилу барока, класицизма, романтизма, еклектике, сецесије, па и објекти модерне, настали у периоду између два светска рата.

## Објекти у Старом градском језгру
Границе ове културно-историјске целине, јасно су дефинисане у Одлуци о утврђивању градског језгра за просторну културно-историјску целину. Унутар ове целине налазе се два утврђена непокретна културна добра - Црква светог Николаја саграђена 1769. и Зграда Великокикиндског Диштрикта (око 1839). Ту су још две цркве, Римокатоличка црква (1808), која се такође налази на градском тргу и Реформаторска црква (1908) у Доситејевој улици. Зграда која је данас седиште Општине Кикинда саграђена је 1891. године. Од образовних установа, унутар граница целине налазе се зграда Гимназије (1900) и зграда у којој је данас Основна школа „Фејеш Клара“. Зграде Народног позоришта (1900) и Народне библиотеке, сведоци су богате културне историје града Кикинде. Бисерка Илијашев, кикиндски архитекта и урбаниста, у својој књизи Виле и палате, детаљно описује неколико објеката, архитектонских бисера ове целине: Будишинову и Лепедатову палату, Алдан-Путникову и Варађанинову вилу и друге.

## Галерија
- Зграда Скупштине општине Кикинда
- Алдан-Путникова вила
- Варађанинова вила
- Зграда Народног позоришта
- Лепедатова палата
- Будишинова палата
- Реформаторска црква
- Римокатоличка црква
- Зграда Гимназије